# Provinsen Niederschlesien
Provinsen Niederschlesien var en provins i Fristaten Preussen. Den skapades vid provinsen Schlesiens delning 1919. Provinshuvudstad var Breslau. Provinsen upplöstes efter Tysklands nederlag i andra världskriget 1945 och tillföll till större delen Polen, medan mindre delar uppgick i Östtyskland.

## Överpresidenter
- 1919–1920: Felix Philipp
- 1920–1928: Hermann Zimmer
- 1928–1932: Hermann Lüdemann
- 1932–1933: Friedrich von Degenfeld-Schonburg
- 1933–1934: Helmuth Brückner
- 1935–1938: Josef Wagner
- 1938–1941: Provinsen Schlesien
- 1941–1945: Karl Hanke